# Oriximiná
Oriximiná is een gemeente in de Braziliaanse deelstaat Pará. De gemeente telt 71.078 inwoners (schatting 2017).

## Geografie

### Hydrografie
De plaats ligt aan de rivier de Trombetas, tegenover een van de mondingen van de rivier de Nhamundá. Er liggen een aantal meren tussen de Trombetas, Nhamundá en de Amazone o.a. de Lago Paru en Lagoa de Sapucuá. Twee andere meren in de directe omgeving van de plaats zijn de Lagoa Caipuru en Lagoa Iripixi. De Trombetas en zijn zijrivieren ontspringen in de gemeente Óbidos. De rivier de Paru de Oeste ontspringt op de gemeentegrens en maakt daar een groot deel van uit. De Paru de Oeste heeft ook een aantal zijrivieren die in de gemeente ontspringen. Ten slotte mondt de rivier uit in de Trombetas.

### Aangrenzende gemeenten
De gemeente grenst aan Faro, Juruti, Óbidos, Terra Santa, Nhamundá (AM) en Caroebe (RO). 

#### Drielandenpunt
De gemeente heeft een landsgrens met de regio's East Berbice-Corentyne en Upper Takutu-Upper Essequibo in het buurland Guyana en met de ressorts Coeroenie en Tapanahony in het district Sipaliwini in Suriname.

### Beschermde gebieden
- Comunidade Quilombola Cachoeira Porteira

#### Inheemse gebieden
- Terra Indígena Nhamundá/Mapuera
- Terra Indígena Parque do Tumucumaque
- Terra Indígena Trombetas/Mapuera

#### Bosgebieden
- Floresta Nacional de Saracá-Taquera
- Reserva Biológica do Rio Trombetas

## Verkeer en vervoer

### Wegen
Oriximiná is via de hoofdweg PA-254 verbonden met Prainha en de naburige gemeenten.

### Waterwegen
De plaats heeft een veerdienstverbinding met Santarém. En er is een veerdienst tussen Porto Trombetas (in de gemeente Oriximiná) en Santarém.

### Spoor
De spoorlijn van Estrada de Ferro Trombetas in eigendom van VALE is verbonden met de haven van Porto Trombetas en een bauxietmijn.

### Luchtverkeer
- Aeroporto de Oriximiná
- Aeroporto de Porto Trombetas